# Geotermia a bassa entalpia
La geotermia a bassa entalpia è lo sfruttamento del calore contenuto nel primo strato di sottosuolo, attraverso un fluido vettore, per mezzo di una pompa di calore (anche chiamata impianto geotermico a bassa entalpia), con le funzioni di impianto di climatizzazione degli edifici. Poiché il calore nel sottosuolo proviene in gran parte dall'interno della Terra, la geotermia a bassa entalpia è classificata come fonte di energia rinnovabile, nonostante la pompa di calore consumi di per sé energia elettrica, solitamente prodotta a partire da altre fonti di energia.

## Descrizione
La pompa di calore permette di scambiare il calore tra una “sorgente” a temperatura inferiore rispetto al “pozzo”, ovvero il punto dove si immette il calore. In un impianto di riscaldamento, l'edificio (più esattamente: il circuito dei terminali di riscaldamento dell'edificio) rappresenta il “pozzo caldo”; viceversa, in un impianto di condizionamento l'edificio è la “sorgente fredda” dalla quale viene estratto il calore. Il vantaggio economico ed energetico della pompa di calore è dato dal rapporto tra il calore immesso o estratto dall'edificio e il consumo di energia (solitamente elettrica, oppure calore in una pompa di calore ad assorbimento), detto COP (coefficiente di prestazione), un rapporto compreso fra 3 e 6 per le pompe di calore geotermiche.
Il suolo rappresenta per la pompa di calore una “sorgente” (quando essa lavora in riscaldamento) o un “pozzo” (in modalità raffrescamento) di calore. Rispetto all'aria atmosferica, che è la sorgente adoperata dalle pompe di calore aerotermiche, la temperatura del suolo ad una certa profondità subisce variazioni annuali molto più contenute: a profondità di 5–10 m la temperatura del suolo è pressoché costante tutto l'anno ed è equivalente all'incirca alla temperatura media annuale dell'aria, ovvero circa 10-16 °C.
Ciò significa che il suolo, rispetto all'aria, è più caldo d'inverno e più fresco d'estate, a vantaggio del rendimento della pompa di calore.
Lo scambio di calore con il sottosuolo può avvenire in tre modi:
- scambio diretto, dove il circuito dell'evaporatore/condensatore della pompa di calore è a diretto contatto con il sottosuolo;
- impianti a circuito chiuso, dove la pompa di calore effettua lo scambio termico col suolo indirettamente, a mezzo di un circuito idraulico nel quale scorre un fluido termovettore;
- impianti a circuito aperto, nei quali viene prelevata acqua di falda sulla quale viene effettuato lo scambio termico.

In climi freddi, dove il carico termico dell'edificio è sbilanciato a favore del riscaldamento, il suolo potrebbe raffreddarsi per via del prelievo di calore: è però possibile accoppiare la pompa di calore geotermica a un impianto di pannelli solari termici e immagazzinare nel suolo il calore accumulato in estate.
Altri nomi per le pompe di calore geotermiche sono “sistemi di geoscambio”, “impianti closed/open loop”, “geotermia superficiale” ecc.
Il nome “geotermia a bassa entalpia” deriva dalla definizione, data dal D.Lgs. 22/2010, dei fluidi estratti dal sottosuolo per la produzione di calore e/o elettricità: al di sotto dei 90 °C si parla di fluidi a bassa entalpia.
I costi di installazione dell'impianto sono molto maggiori, rispetto alle soluzioni convenzionali (caldaia a metano o gasolio), tuttavia i minori costi di mantenimento permettono un recupero dell'investimento in tempi inferiori a 10 anni, con una vita dell'impianto non inferiore a 25 anni.
Nel 2010, in Europa, erano operative circa 1 milione di pompe di calore geotermiche in 19 Stati.

## Storia
La pompa di calore fu teorizzata da Lord Kelvin nel 1853 e sviluppata da Peter Ritter von Rittinger nel 1855. Le pompe di calore aerotermiche si diffusero presto in Europa e Stati Uniti. Nel 1912, l'ingegnere svizzero Heinrich Zoelly inventò la prima pompa di calore geotermica. A fine anni quaranta, Robert C. Webber inventò la prima pompa di calore a scambio diretto.
Nel 1946 fu installata una pompa di calore geotermica nel Commonwealth Building (Portland, Oregon). Gli impianti a circuito aperto dominarono questa nicchia di mercato fino a quando, nel 1979, lo sviluppo del polibutilene per le tubazioni rese economicamente realizzabili gli impianti a circuito chiuso. Dopo la crisi petrolifera del 1973, la geotermia a bassa entalpia cominciò a diffondersi, soprattutto in Svezia e in Germania dove, nel 1980, fu installato il primo impianto a sonde geotermiche. Nel 2004, nel mondo erano presenti circa un milione di impianti geotermici a bassa entalpia, con una potenza totale di 12 GW.

## Scambiatore di calore al suolo

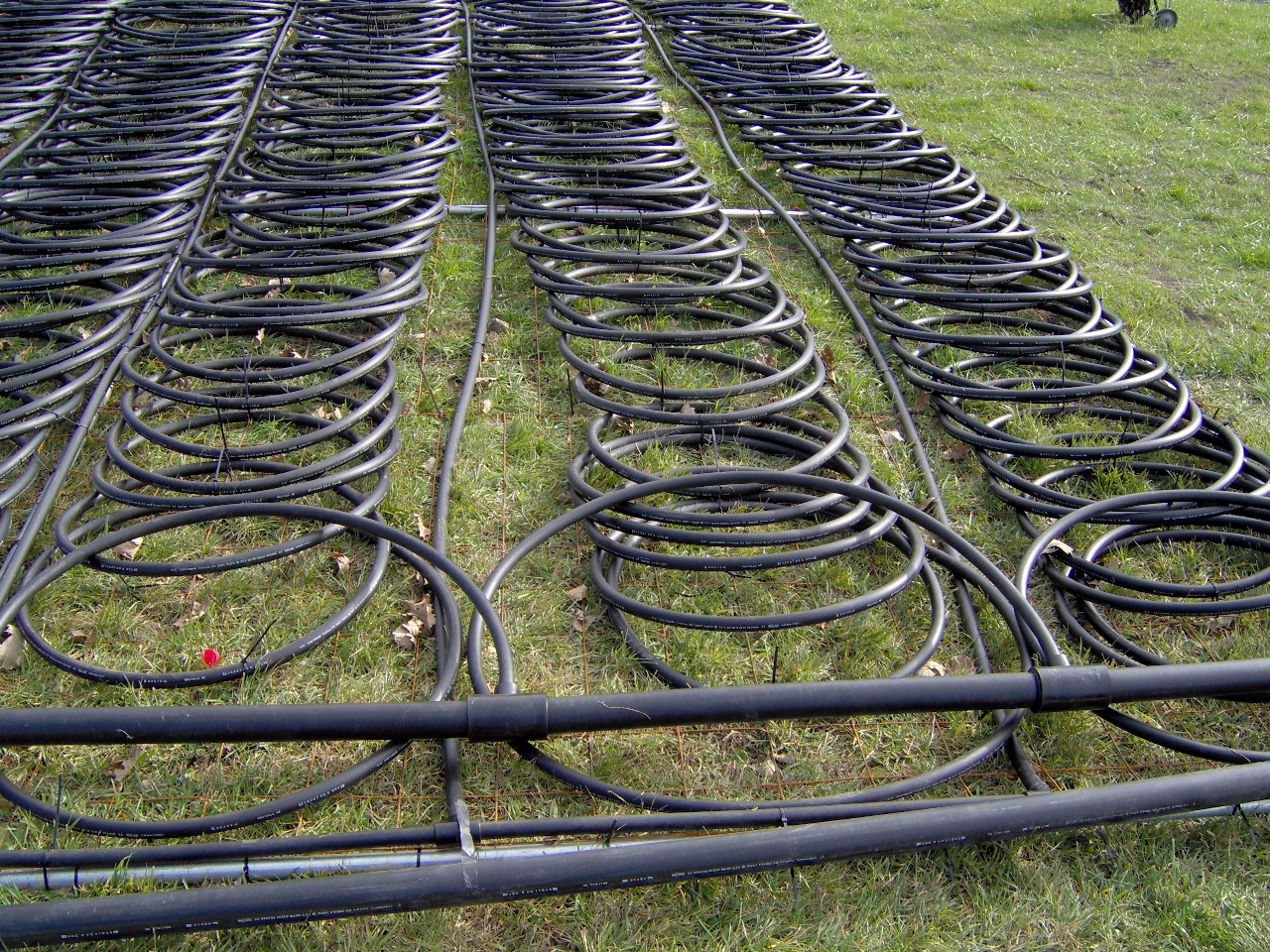
Impianto geotermico a circuito chiuso orizzontale

Le pompe di calore geotermiche forniscono (o sottraggono) calore all'edificio, scambiandolo con il suolo a basse profondità (1–200 m). I componenti dell'impianto sono quindi tre: scambiatore di calore al suolo, pompa di calore e terminali di riscaldamento/raffrescamento.
Come ricordato poc'anzi, gli scambiatori di calore al suolo si dividono in tre categorie:
- scambio diretto;
- circuito chiuso;
- circuito aperto.

Gli scambiatori possono avere diverse configurazioni, classificate per tipo di fluido e per schema. Negli impianti a scambio diretto, il circuito del refrigerante della pompa di calore è a diretto contatto con il suolo; negli impianti a circuito chiuso viene fatto circolare un fluido contenente acqua e additivi antigelo; gli impianti a circuito aperto operano lo scambio termico sull'acqua di falda.

### Scambio diretto
Nella pompa di calore geotermica a scambio diretto, lo scambio termico avviene con il terreno. Il refrigerante in uscita dalla pompa di calore, circolando in una tubazione inserita a diretto contatto con il terreno, scambia calore con esso, e ritorna alla pompa di calore. Il nome “scambio diretto” implica quindi l'assenza di un circuito (e di un fluido) intermedio tra terreno e pompa di calore. Non vi sono però interazioni dirette tra refrigerante e terreno, se non lo scambio termico, e nel circuito di scambio con il terreno non circola acqua.
Gli impianti a scambio diretto sono molto più efficienti rispetto a quelli a circuito chiuso. Ciò è dovuto all'assenza di un circuito intermedio (ciascuno scambiatore comporta comunque delle perdite) e dall'elevata conducibilità termica dei tubi di rame utilizzati per lo scambiatore, che per contro sono molto più costosi rispetto ai tubi in HDPE utilizzati nelle sonde geotermiche. In confronto alle sonde geotermiche, la lunghezza richiesta è inferiore del 70-85 % e il diametro dei tubi è circa la metà. È richiesto un maggior controllo di qualità sui tubi, perché il gas refrigerante potrebbe fuoriuscire anche da crepe molto piccole. Il rame deve essere protetto dalla corrosione in suoli acidi con una protezione catodica o con un anodo sacrificale.
In alcuni Paesi europei, questi impianti non sono più ammessi, a causa del rischio di fuoriuscita di lubrificante del compressore della pompa di calore.

### Circuito chiuso
La maggior parte degli impianti geotermici a bassa entalpia è composta da tre circuiti:
- circuito di climatizzazione;
- circuito primario della pompa di calore;
- circuito secondario di scambio termico col suolo.

Il circuito secondario è solitamente in polietilene ad alta densità, all'interno del quale si utilizzano miscele di acqua e antigelo (glicole propilenico, glicole etilenico, alcol denaturato, metanolo o cloruro di calcio).
Il glicole etilenico è economico, ma è tossico anche a basse concentrazioni; la pur remota possibilità di un suo sversamento in falda ha spinto molte autorità di controllo a proibirne l'utilizzo. Il glicole propilenico ha sostituito in molti casi quello etilenico, pur essendo più caro e meno efficiente energeticamente. Il metanolo e l'alcol denaturato sono infiammabili e pertanto il loro utilizzo è sconsigliabile. Negli ultimi anni si sta affermando l'utilizzo di soluzioni di cloruro di calcio, per via della maggiore economicità e della minore viscosità, che riduce il consumo energetico per la pompa di circolazione (che mediamente è pari a circa 1/10 del consumo della pompa di calore); si rendono però necessarie componenti idrauliche speciali anti-corrosione. Una particolare importanza è inoltre rivestita dal materiale di riempimento della sonda (grout geotermico) e in particolare dalla sua conducibilità termica.
La pompa di circolazione può essere esterna o inclusa all'interno della pompa di calore.
Nel circuito secondario sono inoltre presenti vasi di espansione e valvole di sicurezza per il controllo della pressione

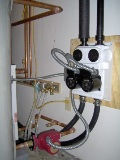
Pompa di circolazione del circuito secondario

Il circuito chiuso può essere installato orizzontalmente a profondità di 1-3m, oppure verticalmente in una perforazione effettuata appositamente (sonde geotermiche) oppure in un palo di fondazione (pali geotermici).

#### Circuito chiuso verticale
Un circuito chiuso verticale è composto da due o più tubi installati verticalmente nel terreno, che formano un circuito chiuso nel quale scorre il fluido termovettore. La lunghezza della perforazione può essere compresa tra 20 e 200 m.
La perforazione può essere effettuata appositamente (sonda geotermica verticale), o per un palo di fondazione (pali geotermici o energy piles).
Le sonde geotermiche possono avere configurazione a U (due tubi, mandata e ritorno, collegati al fondo), a doppia U oppure coassiale (due tubi concentrici, con la mandata nel tubo interno e il ritorno nell'anello esterno, o viceversa). All'interno del perforo, lo spazio attorno ai tubi è solitamente riempito con un grouting geotermico, ovvero un calcestruzzo preparato con inerti silicei e additivi ad elevata conducibilità termica.
Le sonde geotermiche sono molto utilizzate là dove non c'è spazio sufficiente per un impianto a circuito chiuso orizzontale, o una falda idrica sfruttabile per un impianto a circuito aperto. Nei campi sonde, la distanza tra le perforazioni è compresa tra 5 e 10 m.
Indicativamente, le sonde geotermiche sono in grado di fornire una potenza compresa tra 40 e 70 W per metro di perforazione.
Nei pali geotermici, invece, il circuito idraulico è inserito all'interno di un palo di fondazione. In questo modo è possibile limitare i costi d'installazione, poiché la perforazione non è effettuata appositamente per le sonde. Per contro, il rendimento dell'impianto è inferiore, sia per la minore conducibilità termica dei terreni argillosi nei quali si usa questo tipo di fondazione, sia per la presenza di lunghe tubazioni orizzontali superficiali di distribuzione del fluido, che comportano perdite termiche consistenti. Un esempio molto noto di queste installazioni è l'aeroporto di Zurigo.
Le profondità dei pali termici oscillano tra 10 e 30 m; il rendimento è compreso tra 15 e 30 W per metro di perforazione, circa la metà del rendimento delle sonde geotermiche.

#### Circuito chiuso orizzontale

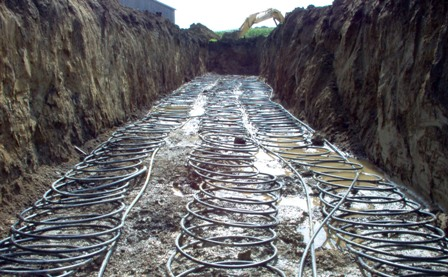
Impianto a circuito chiuso orizzontale, prima di essere ricoperto con il terreno di riporto

Il circuito chiuso può essere posato orizzontalmente in una trincea, posta a profondità maggiori di quelle alla quale si può verificare il congelamento del terreno. Il tubo può essere lineare o a spirale (earth coils); un'altra configurazione usata talvolta è il basket geotermico, ovvero una tubazione a spirale di altezza 2–3 m, inserita nel terreno. La potenza scambiabile dipende dalla lunghezza della tubazione e dall'area occupata: indicativamente, la potenza scambiabile con il terreno è di 15-40 W/m². Indicativamente, una casa con carico di punta di 10 kW, richiede tre tubazioni DN20 o DN 32 lunghe 120–180 m.
I tubi sono installati a 1–3 m di profondità: maggiore è la profondità di installazione, maggiore sarà l'inerzia termica e migliore il rendimento della pompa di calore. Rispetto alle sonde geotermiche verticali, il rendimento della pompa di calore è più basso, tuttavia i minori costi di installazione rendono comunque competitiva questa soluzione.
Una variante del circuito chiuso orizzontale sono gli impianti installati in piccoli stagni, che sfruttano l'inerzia termica dell'acqua.

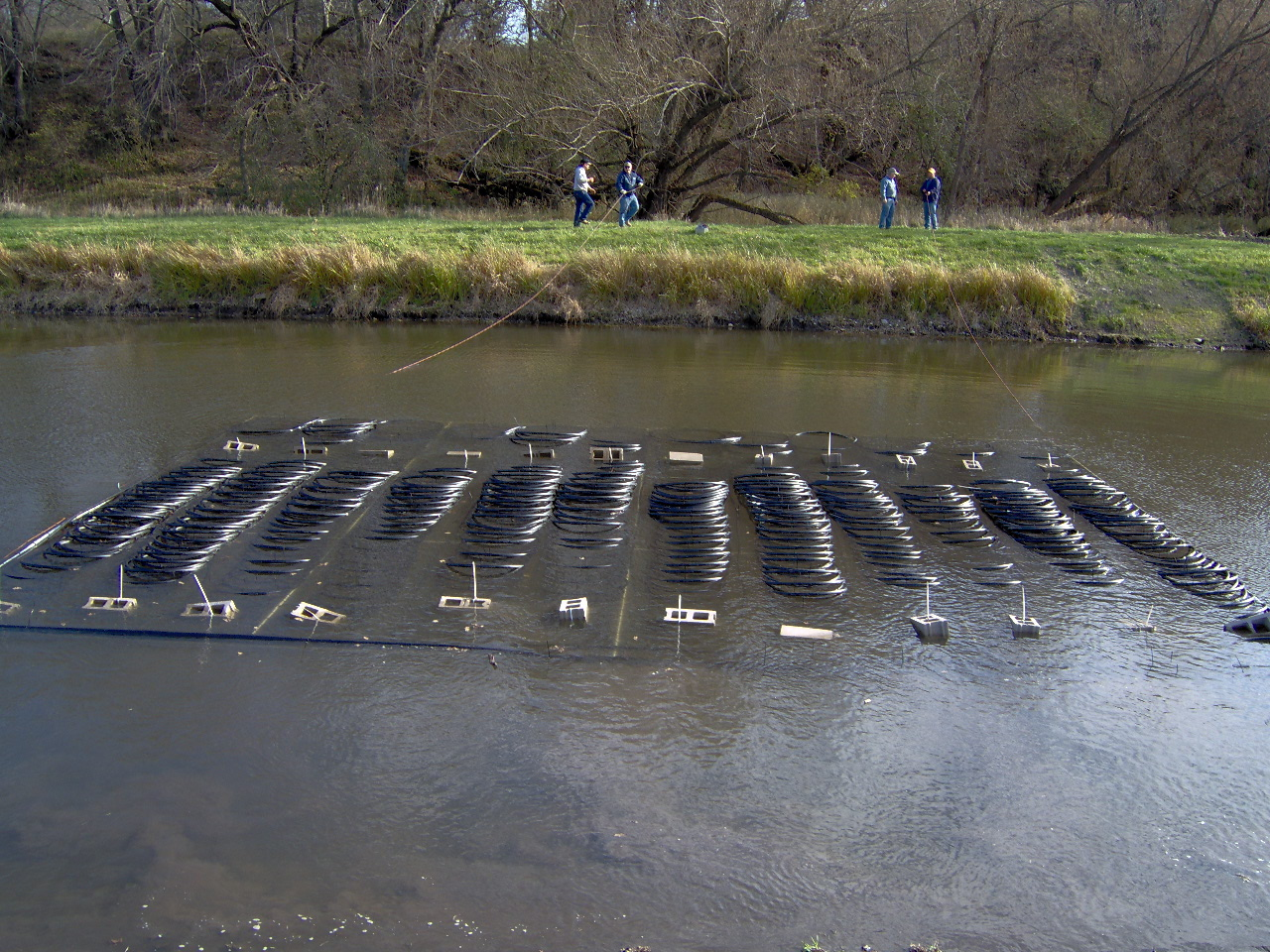
Impianto a circuito chiuso orizzontale installato in uno stagno

### Circuito aperto
In un circuito aperto, lo scambio termico avviene con l'acqua di falda o, più raramente, proveniente da corpi idrici superficiali (fiumi e laghi).
L'acqua prelevata può essere reimmessa in un corpo idrico superficiale, oppure nello stesso acquifero da cui è stata estratta, tramite trincee drenanti o pozzi. I due pozzi (prelievo e reimmissione) devono essere installati a una distanza sufficiente, in modo da evitare la cortocircuitazione termica, che si verifica quando l'acqua termicamente alterata dal pozzo di reimmissione (plume termico) raggiunge il pozzo di prelievo.
Il vantaggio, rispetto agli impianti a circuito chiuso, sono:
- maggiore rendimento della pompa di calore: l'acqua prelevata, infatti, non risente dello scambio termico (a differenza del terreno attorno a una sonda, nel quale si forma un gradiente termico), fino a quando non avviene la cortocircuitazione termica;
- soprattutto per gli impianti di grande potenza, minore costo di installazione e minori spazi occupati, rispetto agli impianti a sonde geotermiche e ancor più rispetto agli impianti a circuito chiuso orizzontale.

Lo svantaggio principale di questi impianti è il rischio di formazione di cricche e incrostazioni, che accorciano la vita utile dell'impianto. Per questo motivo, l'installazione di impianti geotermici a circuito aperto è sconsigliata in presenza di alti contenuti di sali disciolti.

#### Standing column well
Le standing column well sono un particolare sistema a circuito aperto, nel quale si utilizza lo stesso pozzo per il prelievo a la reimmissione. L'acqua viene infatti prelevata al fondo del pozzo e, dopo lo scambio termico con la pompa di calore, reimmessa nella parte superiore del pozzo. Scendendo poi verso il fondo del pozzo, l'acqua scambia calore con la roccia circostante.
Esistono numerose applicazioni di questa tecnologia a New York e nel New England.

## Pompa di calore e terminali di climatizzazione

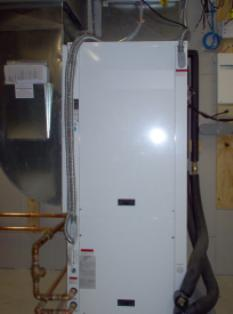
Pompa di calore acqua-aria

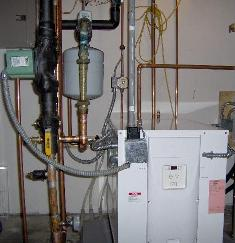
Pompa di calore liquido-acqua

La pompa di calore è l'unità centrale degli impianti geotermici a bassa entalpia. Con la stessa macchina è possibile effettuare il riscaldamento e il raffrescamento dell'edificio, produrre acqua calda sanitaria e alimentare serpentine per lo scioglimento di ghiaccio e neve (ad es. per rampe dei garage).
Il trasporto del calore all'interno dell'edificio può avvenire tramite aria o liquido.
I terminali di climatizzazione più adatti per le pompe di calore geotermiche sono i pannelli radianti, perché lavorano a temperature più basse in riscaldamento e più alte in raffrescamento, garantendo quindi maggiori rendimenti della pompa di calore. È comunque possibile utilizzare i ventilconvettori: bisogna però tenere conto del fatto che, viste le minori temperature del fluido raggiungibili con la pompa di calore, in caso di retrofit di un impianto esistente è necessario aumentare la portata del fluido e quindi la sezione dei tubi di distribuzione.

## Underground/Aquifer Thermal Energy Storage

Pompa di calore con stoccaggio del caldo e del freddo

In climi freddi, dove il consumo energetico per il riscaldamento è molto superiore rispetto a quello per il condizionamento, il bilancio energetico del suolo può essere deficitario, portando ad un suo progressivo raffreddamento, con conseguente riduzione del rendimento della pompa di calore. Un modo per rimediare a questo inconveniente è lo stoccaggio di calore nel sottosuolo, utilizzando a tale scopo dei pannelli solari termici che ricevono calore dal sole e, senza l'ausilio della pompa di calore, immettono calore nel sottosuolo, innalzandone la temperatura. In questo modo, durante l'inverno, la pompa di calore lavorerà con un rendimento più elevato.
Questa soluzione si chiama Underground Thermal Energy Storage (UTES) o, nel caso di impianti a circuito aperto, Aquifer Thermal Energy Storage (ATES).

## Efficienza energetica
Il COP di una pompa di calore geotermica varia fra 3 e 6: ciò significa che, per ciascun kWh elettrico consumato, vengono prodotti 3-6 kWh termici. Il rendimento di energia primaria del sistema di generazione di energia elettrica in Italia è di circa il 40 %: ciò significa che, per produrre 1 kWh elettrico, è necessario consumare 1/0.4 = 2.5 kWh termici.
Di conseguenza, una pompa di calore geotermica è in grado di produrre da 3 a 6 kWh termici consumando 2.5 kWh termici (che, a loro volta, sono serviti per produrre 1 kWh di energia elettrica). Il rendimento di energia primaria di una pompa di calore geotermica è quindi variabile tra il 120 % e il 240 %, mentre le migliori caldaie a condensazione raggiungono rendimenti del 90 %. Una pompa di calore geotermica, confrontata con una caldaia a condensazione, permette quindi un risparmio energetico compreso tra il 25 % e il 62,5 %.
Il COP della pompa di calore dipende in gran parte dalle temperature dei due termostati (fluido del circuito di scambio al suolo e fluido dell'impianto di climatizzazione): minore è la loro differenza, più alto è il COP. Di conseguenza, i terminali di climatizzazione che permettono le maggiori performance sono i pannelli radianti, che lavorano a <29 °C in riscaldamento e a 16 °C in raffrescamento, seguiti dai ventilconvettori (45 °C in riscaldamento e 7 °C in raffrescamento).

## Aspetti ambientali
Secondo l'agenzia di protezione ambientale statunitense (EPA), le pompe di calore geotermiche sono il sistema di climatizzazione più efficiente, meno inquinante e più conveniente economicamente.
Uno dei più grandi vantaggi è sicuramente l'assenza di emissioni sul posto, che rende questi impianti adatti alle aree urbane. Le emissioni di gas serra avvengono però nella fase di generazione dell'energia elettrica, e dipendono quindi dal mix energetico adottato da ciascun Paese. In Svezia, per esempio, la produzione di energia elettrica avviene solo per il 2 % con combustibili fossili, pertanto l'adozione di pompe di calore geotermiche permette riduzioni della CO2 emessa di circa il 65-77 %; in Polonia, dove il carbone è ancora ampiamente utilizzato nelle centrali termoelettriche, gli impianti di geoscambio causano più emissioni climalteranti rispetto alle caldaie a metano o gasolio. In Italia, il risparmio di emissioni rispetto ai combustibili fossili è di circa il 30 % . Un altro impatto potenzialmente significativo è la fuoriuscita del refrigerante della pompa di calore: nonostante i CFC siano stati aboliti a causa del loro effetto di alterazione dell'ozono, i fluidi utilizzati al loro posto (HFC) hanno ancora un elevatissimo potere di effetto serra (GWP), pari anche a più di 1000 volte quello della CO2. Ciononostante, visti i limitati quantitativi di refrigerante contenuti nella pompa di calore, questo impatto ambientale è marginale rispetto alla produzione di anidride carbonica.
Un potenziale impatto ambientale è rappresentato dalla fuoriuscita del fluido termovettore delle sonde geotermiche: tuttavia, viste le modeste quantità utilizzate e l'utilizzo di fluidi a bassa tossicità, questo impatto è pressoché trascurabile.
Gli impianti a circuito aperto possono provocare un depauperamento degli acquiferi, la contaminazione tra acquiferi differenti e, in alcuni casi, anche subsidenza.

## Aspetti economici
Le pompe di calore geotermiche sono caratterizzate da alti costi di installazione e bassi costi di mantenimento. Di conseguenza, esse rappresentano un investimento a medio-lungo termine.
In generale, il risparmio sui costi di mantenimento dell'impianto oscillano tra il 20 e il 60 %, rispetto ad impianti tradizionali a combustibili fossili
Per quanto riguarda i tempi di ritorno dell'investimento, non esistono molti dati al riguardo, tuttavia mediamente essi sono inferiori ai 10 anni e dipendono da:
- dimensioni installazione: soprattutto negli impianti a circuito aperto si hanno consistenti risparmi su impianti più grandi (economie di scala);
- costi di installazione: nei mercati più maturi, come nel Nord Europa, i costi di trivellazione ed installazione (soprattutto per gli impianti a circuito chiuso) sono inferiori;
- costo dell'energia elettrica e dei combustibili fossili: il mix energetico per la produzione di energia elettrica, la concorrenza tra gli operatori, la tassazione e le accise sui carburanti determinano forti differenze tra un Paese e l'altro;
- incentivi, sgravi fiscali, finanziamenti agevolati.

Anche le pompe di calore geotermiche possono essere installate dalle ESCO, società che si caricano dei costi di installazione di interventi di efficienza energetica, condividendo i guadagni derivati dal risparmio energetico.

## Incentivi Fiscali

### In Italia
Se vengono installati impianti di condizionamento a pompa di calore in Italia, in sostituzione di impianto tradizionali esistenti, è possibile usufruire di incentivi fiscali (detrazioni fiscali per la riqualificazione energetica degli edifici, pari al 65 % della spesa effettuata) o del Conto Energia Termico.